# Juan Pérez
Juan "Juancho" Pérez Márquez, född 3 januari 1974 i Badajoz, är en spansk tidigare handbollsspelare (mittsexa/försvarare). Han är 2,05 meter lång. Han var med och tog brons vid både OS 1996 i Atlanta och OS 2000 i Sydney.

## Klubbar
- Juventud Alcalá (1992–1993)
- CB Ademar León (1993–1994)
- FC Barcelona (1994–1996)
- BM Valladolid (1996–1998)
- Ademar León (1998–2002)
- Portland San Antonio (2002–2009)
- CB Badajoz (2011–2012)